# Mouillac, Tarn-et-Garonne
Mouillac är en kommun i departementet Tarn-et-Garonne i regionen Occitanien i södra Frankrike. Kommunen ligger i kantonen Caylus som tillhör arrondissementet Montauban. År 2022 hade Mouillac 91 invånare.

## Befolkningsutveckling
Antalet invånare i kommunen Mouillac
| Referens: INSEE |